# Gimmik
Un gimmik (o anche gimmick) è un qualunque oggetto utilizzato all'interno di un gioco di prestigio che permette al prestigiatore di realizzare effetti altrimenti impossibili o di difficoltà troppo elevata. Un gimmik può costituire il solo segreto dietro ad un effetto magico, o può essere parte di un insieme di metodi più complesso.
Esistono centinaia di tipi di gimmik: per far scomparire piccoli o grandi oggetti, per farli apparire, per muovere oggetti, per indovinare quale carta ha toccato lo spettatore, per bloccare il flusso dell'acqua, per far levitare il prestigiatore...
Un gimmik particolarmente conosciuto è il falso pollice, un pollice finto che va a coprire quello vero e permette di far sparire oggetti senza essere notato.